# Hédi Jouini
Pour les articles homonymes, voir Hassine.
Hédi Jouini (arabe : الهادي الجويني), de son vrai nom Mohamed Hédi Ben Abdessalem Ben Ahmed Ben Hassine, né le 1er novembre 1909 à Tunis et mort le 30 novembre 1990, est un chanteur, oudiste et compositeur tunisien.
Durant sa longue carrière, Jouini a composé près de 1 070 chansons et 56 opérettes. Ses chansons aux airs inspirés du flamenco ne cessent de connaître le succès en Tunisie et dans les pays du Machrek.

## Biographie

### Jeunesse
Enfant natif du quartier de Bab Jedid, il accompagne ses camarades dans des cérémonies de circoncision et y chante des hymnes religieux. Très vite, son intérêt pour la musique et la chanson lui fait abandonner ses études. Il aime alors particulièrement les œuvres du chanteur Mohammed Abdel Wahab.
Très tôt, il intègre une fanfare locale, la Hsinia, où il apprend à jouer du piston. Cependant, cet instrument ne correspond pas à sa réelle sensualité qui s'éveille le jour où il assiste à un concert donné au Théâtre municipal de Tunis par Farid Ghosn, grand joueur d'oud des années 1930.

### Débuts
Après un bref séjour à La Rachidia, Jouini commence à se produire, dès l'âge de seize ans, dans de petites formations locales en qualité de joueur de mandoline. Mais c'est Mouni Jebali, père de Maurice Meimoun, qui l'initie à l'oud. À vingt ans, sa popularité augmente puisqu'il chante avec la troupe Arruqi dont le siège est à Bab Souika. Il fait également partie des artistes de Taht Essour, café autour duquel se tient toute une école de poètes, de paroliers et de chansonniers. Comme tous les artistes de Taht Essour, il aborde presque tous les genres connus à l'époque : des chansons légères, des mouachahs, des dawrs, du folklore tunisien, des opérettes, des musiques de film ou des chants patriotiques.
Il travaille aussi avec Mahmoud Bayrem Ettounsi. Les premiers tubes qu'il compose sont interprétés par Hassiba Rochdi en compagnie d'un orchestre dirigé par Mohamed Triki. Lorsque Ali Riahi fait sa première apparition en public, en 1936, Jouini fait partie de l’orchestre qui l'accompagne.

### Consécration

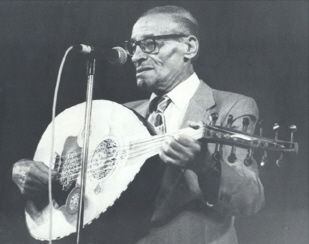
Hédi Jouini jouant de l'oud.

Il intègre Radio Tunis, dès son inauguration en 1938, et y assure un concert hebdomadaire en direct.
Dans les années 1940, il joue dans le film Le Possédé de Jean Bastia. Il écrit et compose par ailleurs les chansons du film La Septième Porte d'André Zwobada, où il apparaît avec son épouse, la chanteuse Widad.
En 1986, il produit sa dernière composition Masbarnech. Un an après, en 1987, Jouini effectue sa dernière apparition en public sur les planches du Festival international de Carthage.
En 2018, sa petite-fille Claire Belhassine produit un documentaire intitulé Papa Hédi. Elle y révèle notamment sa vie intime empreinte d'une vision traditionnelle de la famille, lui qui refuse à sa compagne et à ses filles de chanter, et les conflits sur son héritage.

### Vie privée
Hédi Jouini fonde une famille avec une femme juive de vingt ans sa cadette, Ninette, avec qui il a quatre garçons et deux filles. En raison de la religion de sa compagne, ils ne se sont jamais mariés et leurs enfants se sont installés en Europe ou aux États-Unis.

## Décorations
En 1966, il est élevé au grade d'officier de l'Ordre de la République par le président Habib Bourguiba. Il reçoit alors les félicitations du président de la SACEM, Georges Auric, et de tous les membres de son conseil d'administration.
En 1982, il est à nouveau décoré par le président Bourguiba pour l'ensemble de son œuvre et pour sa contribution à l'enrichissement du patrimoine culturel tunisien.

## Répertoire
| Titre                                        | Nom original              | Poète/parolier                | Compositeur |
| -------------------------------------------- | ------------------------- | ----------------------------- | ----------- |
| Aâlech t'khamem                              | علاش تخمّم                 | Jalaleddine Naccache          | Hédi Jouini |
| Aâlik enghani / Ya machkaya                  | عليك نغنّي                 | Mahmoud Bourguiba             | Hédi Jouini |
| Aa qalbou fil qalbou (mouachah)              |                           | Abdelmajid Ben Jeddou         | Hédi Jouini |
| Achingoul ouach engoullik                    | آش نڨول و آش نڨلك         | Ali Boujemaâ                  | Hédi Jouini |
| Achriki mouniata nafssi (mouachah)           | أشرقي منية نفسي           | Ahmed Kheireddine             | Hédi Jouini |
| Âïnik tougtil fya                            | عينيك تڨتل فيّا            | Abdelmajid Ben Jeddou         | Hédi Jouini |
| Antillati laoiaâtani (mouachah)              | أنتي اللّتي لوّعتني         | Ahmed Kheireddine             | Hédi Jouini |
| Aqbala essaqi aâlaïna (mouachah)             | أقبل الساقي علينا         | Ahmed Kheireddine             | Hédi Jouini |
| Dawr aâtifi / Âdel qawamek                   | أعطفي                     | Mahmoud Bayrem Ettounsi       | Hédi Jouini |
| Dawr el âïtab                                | دور عتاب                  | Ali Douagi                    | Hédi Jouini |
| Efrah ya tounes                              | افرح يا تونس              | Ahmed Kheireddine             | Hédi Jouini |
| Elli taâda ou fate / Zaâma yerjaâ            | اللّي تعدّى و فات           | Hédi Laâbidi                  | Hédi Jouini |
| Essabre lelah ouel rjouâ errabi              | الصّبر للّه والرّجوع لربّي    | Hédi Laâbidi                  | Hédi Jouini |
| Fi riadh el onssi (mouachah)                 | في رياض الأنس             | Ahmed Kheireddine             | Hédi Jouini |
| Fissama al onssi (mouachah)                  | في سماء الأنس             | poésie ancienne               | Hédi Jouini |
| Foug el henna / Kholkhal bouratline          | خلخال بو رطلين            | Hédi Jouini                   | Hédi Jouini |
| Goulelha âïnek tekhtani                      | قوللها عينك تخطاني        | Mahmoud Bourguiba             | Hédi Jouini |
| Hadhi ghounaîa jdida                         | هذي غنايا جديدة           | Mohamed Laâribi               | Hédi Jouini |
| Hati min aânqouda qalbi (mouachah)           | هاتي من عنقود قلبي        | Ahmed Kheireddine             | Hédi Jouini |
| Hayil oujouh al milaha (mouachah)            |                           | poésie ancienne               | Hédi Jouini |
| Hobbi yetbadel yetjaded                      | حبّي يتبدّل يتجدّد           | Ali Douagi                    | Hédi Jouini |
| Jalla men bil hossni saoiar (mouachah)       | جلّ من بالحسن صوّر          | poésie ancienne               | Hédi Jouini |
| Kibghititiri / Ya h'mama                     | كي بغيتي تطيري يا حمامة   | Abderrazak Karabaka           | Hédi Jouini |
| Kount endhoun / Hobbi hannani                | كنت نظن حبّي هنّاني         | Mahmoud Bourguiba             | Hédi Jouini |
| La tachghalouni (mouachah)                   | لا تشغلوني                | poésie ancienne               | Hédi Jouini |
| Lahdhouhou ramani (mouachah)                 |                           | Abdelmajid Ben Jeddou         | Hédi Jouini |
| Laïmi fi hobbi dhabiani (mouachah)           | لائمي في حبّ ظبي           | Ahmed Kheireddine             | Hédi Jouini |
| Lalkhamrou yetfi lahibi (mouachah)           | لا الخمر يطفي لهيبي       | Ahmed Kheireddine             | Hédi Jouini |
| Lamouni ligharou meni                        | لاموني اللّي غارو منّي      | Hédi Jouini                   | Hédi Jouini |
| Lemma ritek qalbi waddak                     | لمّا ريتك قلبي ودّك         | Mohamed Midani                | Hédi Jouini |
| Maftoun b'khazret îniha                      | مفتون بخزرة عينيها        | Jalaleddine Naccache          | Hédi Jouini |
| Malakoun alakoun kana yahouani (mouachah)    | ملاك كان يهواني           | Ahmed Kheireddine             | Hédi Jouini |
| Maktoub ya maktoub                           | مكتوب يا مكتوب            | Abderrazak Karabaka           | Hédi Jouini |
| Min hajebha / Sahm echfar gattal             | سهم الشّفر قتّال            | Abdelmajid Ben Jeddou         | Hédi Jouini |
| M'naouel nadhra darbani                      | من أوّل نضرة درباني        | Mahmoud Bourguiba             | Hédi Jouini |
| Nahkilek kilma / Khabbiha                    | نحكيلك كلمة               | Abdelmajid Ben Jeddou         | Hédi Jouini |
| Nasri tam nasri tam                          |                           | Abderrahmane Ben Amar         | Hédi Jouini |
| Osbor ya kalbi el meskin                     | أصبر يا قلبي المسكين      | Mohamed Laaribi               | Hédi Jouini |
| Ouaddaâtek / Ouel damaî jritou               | ودّعتك والدّمع جريتو        | Mohamed Saïd El Khalsi        | Hédi Jouini |
| Qad madhaïna (qasida)                        | قد مضينا                  | Mahmoud Bourguiba             | Hédi Jouini |
| Qarrahat tasshidou jafni (mouachah)          | قرّح التسهيد جفني          | Ahmed Kheireddine             | Hédi Jouini |
| Rouf aâlaya rouf rouf                        | روف عليّا روف روف          |                               | Hédi Jouini |
| Sallem âlal ahbab                            | سلّم على الأحباب           | Mohamed Ennouri               | Hédi Jouini |
| Samra ya samra / Brouhi nefdik               | سمرا يا سمرا              | Jalaleddine Naccache          | Hédi Jouini |
| Sobhan rabbi ach khlag ou saoir              | سبحان ربّي شخلق و صوّر      | Mohamed Ennouri               | Hédi Jouini |
| Tabbaâni nibniou / Donia zina                | تبّعني نبنيو الدنيا زينة   | Jalaleddine Naccache          | Hédi Jouini |
| Tah tel yassmina fellil                      | تحت الياسمينة في الّيل     | Hédi Jouini                   | Hédi Jouini |
| Tiren smaât nouahou                          | طير ان سمعت نواحو         | Ahmed Kheireddine             | Hédi Jouini |
| Win eddonia                                  | وين الدّنيا                | Mahmoud Bourguiba             | Hédi Jouini |
| Ya âchig fi zin libnat                       | يا عاشق في زين البنات     | Mohamed Halouani              | Hédi Jouini |
| Ya âîn ma tebkich                            | يا عين ما تبكيش           | Abdelmajid Ben Jeddou         | Hédi Jouini |
| Ya âzizet errouh / Galbi minek chaâlet narou | يا عزيزة الروح            | Hédi Jouini                   | Hédi Jouini |
| Ya dam el ghali                              | يا دم الغالي              | Abdelmajid Ben Jeddou         | Hédi Jouini |
| Ya kassi / Winhom jollassi                   | يا كاسي وينهم جلّاسي       | Mahmoud Bourguiba             | Hédi Jouini |
| Ya khandouda / Aàffi âal meskin              | عفّي على المسكين يا خندودة | Tahar Cassar                  | Hédi Jouini |
| Ya khannaba / Galbi elli jhedtih             | يا خنّابة                  | Abdelmajid Ben Jeddou         | Hédi Jouini |
| Ya laïlou (mouachah)                         | يا لَيْلُ                    | Abdelmajid Ben Jeddou         | Hédi Jouini |
| Ya litni ma habbitek                         | يا ليتني ما حبّيتك         | Abdelmajid Ben Jeddou         | Hédi Jouini |
| Ya mahbouba âdhebtini                        | يا محبوبة عذّبتني          | Zineb Sallem                  | Hédi Jouini |
| Ya mahssouna                                 | يا محسونة                 | Hédi Jouini / Mohieddine Mrad | Hédi Jouini |
| Ya malakan laâ qalbi (mouachah)              | يا ملك لك قلبي            | Ahmed Kheireddine             | Hédi Jouini |
| Ya moghramine bilmal                         | يا مغرمين بالمال          | Hédi Jouini                   | Hédi Jouini |
| Ya m'safra / Galbi maâk khdhitou             | قلبي معاك خذيتو           | Ahmed Kheireddine             | Hédi Jouini |
| Ya salma                                     | يا سلمى                   | Slah Ben Ayed                 | Hédi Jouini |
| Ya taïrou (mouachah)                         | يا طيرُ                    | Abdelmajid Ben Jeddou         | Hédi Jouini |
| Yalli n'ssiti khalek                         | يلّي نسيتي خالك            | Mahmoud Bourguiba             | Hédi Jouini |
| Yalli ôuyounek fissama                       | يا اللي عيونك في السماء   | Hédi Jouini                   | Hédi Jouini |
| Yalli sehrouni âïnik                         | يا اللي سحروني عينيك      | Mahmoud Bourguiba             | Hédi Jouini |
| Yalli taâref goulli aâlech                   | يلّي تعرف قلّي علاش         | Hédi Jouini                   | Hédi Jouini |
| Yamaâdhebetni bzinek                         | يا معذبتني بزينك          | Jalaleddine Naccache          | Hédi Jouini |
| Yetfi Nari / Loukan mouch essabr             | لو كان موش الصبر          | Mahmoud Bourguiba             | Hédi Jouini |